# Selecció d'hoquei sobre patins femenina de l'Uruguai
La selecció d'hoquei sobre patins femenina de l'Uruguai representa la Federació Uruguaiana de Patí i Hoquei (FUDEPYH) en competicions internacionals d'hoquei sobre patins. La Federació uruguaiana es va fundar l'any 1924.

## Equip actual
Selecció a la Copa Amèrica 2010
| - Fabiana Larrosa (p) - Serrana Rivero (p) - Alicia Romero - Eliana Moreno - Maria Gasamans |  | - Noelia Trindade - Paola Deleón - Sofia Zeballos - Romina Pucheta - Verónica González |  |  |

- Seleccionador: Jorge Escobar